# Giganta
Giganta is een vrouwelijke superschurk uit de strips van DC Comics. Ze is een vijand van Wonder Woman, en vaak ook Atom. Ze maakte haar debuut in Wonder Woman #9, volume 1 (1944), geschreven door William Moulton Marston.
Giganta was aanvankelijk gewoon een sterke vrouw. Haar gave om groter te worden werd geïntroduceerd in de animatieserie Super Friends, en is sindsdien een vast kenmerk van het personage geworden.

## Golden &Silver Age
Oorspronkelijk was Giganta een gorilla die door een wetenschapper genaamd Professor Zool kunstmatig werd geëvolueerd tot een mens. Als mens vocht ze met Wonder Woman, en werd door haar gevangen. Ze kon later ontsnappen en werd de leidster van het schurkenteam Villainy Inc..
Giganta werd nadien niet veel meer gezien tot aan 1966, in Wonder Woman #163 (volume 1). Hierin werd haar geschiedenis een beetje aangepast. Zo werd verklaard dat niet professor Zool, maar Dr. Psycho (een andere vijand van Wonder Woman) haar had gemaakt tot wat ze is.

## Moderne tijd
De moderne versie van Giganta werd geïntroduceerd in 1997, in Wonder Woman #127. Deze Giganta is in werkelijkheid Dr. Doris Zuel. Zuel leed aan een fatale bloedziekte en wilde haar bewustzijn overbrengen op Wonder Womans lichaam met een experimentele machine. Ze ving de bewusteloze Wonder Woman, maar het proces werd verstoord door Wonder Girl. Zuel leek om te komen toen het experiment halverwege werd verbroken, maar haar assistent Branson ontdekte later dat Zuels bewustzijn nu in de machine zat. Hij bracht haar bewustzijn over op de gorilla genaamd Giganta. Als Gorilla ontvoerde Zuel/Giganta de circusvrouw Olga, en bracht haar bewustzijn over op haar lichaam.
Niet veel later ontdekte Zuel dat Olga’s lichaam het metagen bevatte, en de gave had om zo’n 20 meter hoog te worden. Ze gebruikte deze kracht voor haar eigen kwaadaardige doeleinden. Dit metagen is vermoedelijk geactiveerd door een shaman die Olga in coma bracht voor haar ontvoering door Zuel.
Als Giganta werd Zuel lid van verschillende schurkenteams, waaronder de Secret Society of Super Villains. Tot op de dag van vandaag blijft ze een vijand van Wonder Woman.

## In andere media
- Giganta komt voor in de serie Super Friends. In deze serie krijgt ze de gave zichzelf te laten groeien. In Challenge of the Super Friends wordt verklaard dat ze deze gave dankt aan een magisch poeder dat ze had gestolen van Apache Chief, een superheld met dezelfde gave. Haar stem werd ingesproken door Ruth Forman.
- Giganta werd gespeeld door Aleshia Brevard in Legends of the Superheroes. In deze serie bezit ze niet de gave te groeien, maar is ze wel bovenmenselijk sterk.
- Giganta is een personage in de series Justice League en Justice League Unlimited. In deze serie is ze een kleine vrouwelijke aap die door Gorilla Grodd wordt veranderd in een mens met de kracht om groter te worden. Haar stem werd ingesproken door Jennifer Hale.